# Ignatius Sancho
Ignatius Sancho (c. 1729 — Londres, 14 de dezembro de 1780) foi um compositor, ator e escritor do Reino Unido. Ele é o primeiro britânico de origem africana a votar numa eleição na Inglaterra. Ele ganhou fama como "o Negro extraordinário" e se tornou uma figura importante do movimento abolicionista britânico no século XVIII como um símbolo de humanidade dos africanos e da imoralidade do tráfico negreiro. The Letters of the Late Ignatius Sancho, an African, editado e publicano dois anos após sua morte, é um dos primeiros relatos escritos a respeito da escravidão africana por um ex-escravo.
Ignatius nasceu num navio negreiro. Sua mãe morreria pouco tempo depois na colônia espanhola de Granada e seu pai se matou para não viver como escravo. Ignatius Sancho foi então levado para a Inglaterra e serviu numa casa em Greenwich. Mesmo jovem, chamou a atenção por seu intelecto, sua franqueza e sua amabilidade, e John Montagu, 2.º Duque de Montagu, chegou a ensinar o rapaz a ler e emprestou vários dos seus livros para ele, incentivando sua educação. Ele trabalhou como mordomo ao mesmo tempo que desenvolvia suas habilidades como compositor e escritor. Na década de 1760, com o movimento abolicionista inglês ganhando força, Ignatius foi chamado para se tornar uma figura proeminente e simpática a causa anti-escravagista. Um cidadão britânico, chegou a votar em eleições e fez amizade com várias figuras proeminentes da alta sociedade inglesa ligada ao movimento abolicionista nas colônias britânicas.
Foi casado com Ann Osborne, uma nativa das Índias Ocidentais Britânicas, e teve sete filhos com ela. Faleceu em 1780, aos 51 anos, em Londres, vítima de gota.